# 曽我米三
曽我 米三（そが よねぞう、1927年〈昭和2年〉 - 2015年〈平成27年〉4月14日）は、日本の実業家。扶桑守口食品（壽俵屋）創業者。
愛知県漬物協会副会長、愛知県漬物事業協同組合理事長、扶桑守口食品社長などを歴任した。

## 経歴・人物
1927年（昭和2年）、岐阜県下呂市出身。
1980年（昭和33年）10月、名古屋の老舗漬物店「大和屋漬物舗」を辞め、守口大根の産地である愛知県丹羽郡扶桑町で扶桑守口食品を創業。米三の実家で代々継承されてきた「壽俵屋（じゅひょうや）」を屋号とした。大和屋からの独立は、漬物離れが進むことに危惧し守口漬を贈答用の漬物から大衆化させたいという米三と、従来の高級品志向と多角化を進めたい鈴木家（大和家創業家）との間に、鈴木梶三郎（大和家創業者）の死後に方向性の違いが生じたため。大和屋の味は米三自身が作り上げたものだが、独立にあたっては大和屋の味は継承しなかった。
大和屋の高級志向と異なり大衆向けを狙った米三は、進物用の高級漬物というイメージが強い守口漬を食べきりサイズの小袋やトレー商品を家庭向けに充実させシェアを拡大した。1999年には工房に併設した販売所を改装して、製造直売店「壽俵屋」を開店した。守口漬が名産品の扶桑町だが、10社余りある生産業者で唯一、米三の壽俵屋が扶桑町に工房を構え、製造、販売を行っている。
1985年黄綬褒章、1997年勲五等瑞宝章を受章。
2015年（平成27年）4月14日死去。従六位。